# Anastasija Nedobiha
Anastasija Volodymyrivna Nedobiha, anche Nedobiga (in ucraino Анастасія Володимирівна Недобіга?; Luhans'k, 20 aprile 1994), è una tuffatrice ucraina. Ha rappresentato la nazionale dell'Ucraina ai Giochi olimpici estivi di Rio de Janeiro 2016 nel concorso dei tuffi dal trampolino 3 metri.

## Biografia
È allenata da Tamara Tokmacheva. È sposata con il tuffatore Oleksandr Horškovozov.

## Palmarès
- Europei di nuoto/tuffi

Kiev 2017: bronzo nel trampolino 3 m.